# 感触 (東てる美のアルバム)
『感触』（かんしょく）は、1978年8月25日に発表された東てる美の2枚目のオリジナルアルバムである。規格品番：KC-8037。
2009年7月8日にウルトラ・ヴァイヴよりCD化（規格品番：CDSOL-1298）された。

## 解説
本作は東てる美本人による自主制作映画『感触』のオリジナル・サウンド・トラック的な側面を併せ持つものである。CD化に当たり試聴盤を幾人かに聴かせたところ、予想以上に女性からの支持があったという。男性からは「女性の心理とはこのようなものか」との問いかけが為されたとのことである。
一部作品では当時『ルパン三世』音楽を担当していた大野雄二が作曲、編曲を森田雅彦が担当しているが、それら楽曲の大部分の編曲は大野が行い、ストリングス等部分の編曲を森田が施したと推察される。
本作は『闇に白き獣たちの感触のテーマ』を主軸に据えたコンセプト・アルバムであり、作品全体が組曲となるように構成されている。計10作品、10人の女のモノローグとしての聴き方も可能である。
本作発表の一ヶ月後の1978年9月25日、『闇に白き獣たちの感触のテーマ／空中ブランコ』が7インチシングル盤でシングル・カットされた（規格品番：KA-1140）。
トータル・プロデュースは、東てる美本人が担当している。
なお、CD化されるに当たり『闇に白き獣たちの感触のテーマ』、『Lesbian』、『タイム・リミット』の計3曲のオリジナル・カラオケがボーナス・トラックとして収録された。

## 収録曲
（※原典においては「作詞」が「作詩」と表記されている。）

### Side A
1. 闇に白き獣たちの感触のテーマ
  - 作詞・作曲：東てる美／補作曲：四方章人／編曲：小笠原寛

JASRACデータベース上では作詞:四方章人、東てる美／作曲:四方章人と登録されている[2]。
2. Lesbian
  - 作詞：石森史郎／作曲・編曲：小笠原寛

歌と云うよりレコード・ドラマ。Rie Isshikiと共演している。
3. 白い滑走路
  - 作詞：竜真知子／作曲：四方章人／編曲：小笠原寛
4. 空中ブランコ
  - 作詞：息吹圭一郎／作曲：坂田晃一／編曲：小笠原寛
5. 愛の流れ
  - 作詞：中里綴／作曲：大野雄二／編曲：森田雅彦

### Side B
1. タイム・リミット
  - 作詞：中里綴／作曲：大野雄二／編曲：森田雅彦
2. 暗い旅
  - 作詞・作曲：北公次／編曲：小笠原寛
3. ふられおんな
  - 作詞：石森史郎／作曲：東てる美／編曲：小笠原寛
4. サマータイム・ラブ
  - 作詞・作曲：四方章人／編曲：小笠原寛
5. 別れの旅
  - 作詞・作曲：宇崎竜童／編曲：小笠原寛

### BONUS TRACK
1. 闇に白き獣たちの感触のテーマ（オリジナル・カラオケ）
2. Lesbian（オリジナル・カラオケ）
3. タイム・リミット（オリジナル・カラオケ）

## Staff for ORIGINAL ISSUE
- Terumi Azuma - Produced
- Akito Yano, Nobuo Yamabe - Co-Produced
- Akio Kobayashi - Directed
- Keiji Takeuchi, Shigeru Bannno(Freedom Studio) / Kohzo Kenmochi(Sun Rise Studio) / Masao Nakazato, Hisao Yamamuro(ONKIO HAUS Studio) - Recording and Remix Engineerd
- Khohei Nakamura - Mastering Engineered
- Recorded at Freedom Studio, Sunrise Studio, Onkyo Haus. 1978.6
- Takeo Kawai - Photographed
- Minoru Maeda - Designed
- Tomoji Tanimura - Codinater

## Staff for ISSUE
- 藍渕邪子 - 企画協力・解説
- 前田雅啓（ULTRA-VYBE） - 制作
- サリー久保田 - アートワーク
- 鍋島謙介、徳間ジャパンコミュニケーションズ - 協力